# Șveikiv, Monastîrîska
Șveikiv (în ucraineană Швейків) este o comună în raionul Monastîrîska, regiunea Ternopil, Ucraina, formată numai din satul de reședință.

## Demografie
Componența lingvistică a comunei Șveikiv
     Ucraineană (99,75%)
     Alte limbi (0,25%)
Conform recensământului din 2001, majoritatea populației comunei Șveikiv era vorbitoare de ucraineană (99,75%), existând în minoritate și vorbitori de alte limbi.